# The Doors: Box Set
The Doors: Box Set je název prvního boxsetu skupiny The Doors, jenž vyšel v roce 1997. Zahrnuje čtyři CD s raritními, živými i ve studiu nahranými skladbami z let 1965–1971.

## Seznam skladeb
Pokud není uvedeno jinak, autorem skladeb jsou The Doors.

### 1. album: Without a Safety Net (67:29)
1. "Five to One" - 7:30
2. "Queen of the Highway" - 3:32
3. "Hyacinth House" - 2:42
4. "My Eyes Have Seen You" - 2:01
5. "Who Scared You? (Edit)" - 3:19
6. "Black Train Song" (The Doors, Junior Parker/Sam Phillips) - 12:27
7. "End of the Night" - 3:02
8. "Whiskey, Mystics and Men" - 2:22
9. "I Will Never Be Untrue" - 3:59
10. "Moonlight Drive" (Demo) - 2:32
11. "Moonlight Drive" (Sunset Sound) - 2:44
12. "Rock Is Dead" - 16:41
13. "Albinoni's Adagio in G Minor" (Tomaso Albinoni) - 4:39

### 2. album: Live In New York (70:27)
1. "Roadhouse Blues" - 4:19
2. "Ship of Fools" - 5:21
3. "Peace Frog" - 2:58
4. "Blue Sunday" - 2:32
5. "Celebration of the Lizard" - 17:18
6. "Gloria" (Van Morrison) - 7:14
7. "Crawlin' King Snake" (Tony Hollins, Bernard Besman, John Lee Hooker) - 6:12
8. "Money" (Berry Gordy, Jr., Smokey Robinson, Hooker) - 2:59
9. "Poontang Blues/Build Me a Woman/Sunday Trucker" - 3:35
10. "The End" - 18:01

### 3. album: The Future Ain't What It Used To Be (56:22)
1. "Hello to the Cities" - 0:56
2. "Break on Through (To the Other Side)" - 4:32
3. "Rock Me" (Muddy Waters) - 6:36
4. "Money" (John Lee Hooker) - 2:59
5. "Someday Soon" - 3:41
6. "Go Insane" - 2:30
7. "Mental Floss" - 3:38
8. "Summer's Almost Gone" - 2:17
9. "Adolph Hitler" - 0:12
10. "Hello, I Love You" - 2:28
11. "The Crystal Ship" - 2:55
12. "I Can't See Your Face in My Mind" - 3:16
13. "The Soft Parade" - 10:03
14. "Tightrope Ride" (Robbie Krieger, Ray Manzarek) - 4:17
15. "Orange County Suite" - 5:27

### 4. album: Band Favorites (68:36)
1. "Light My Fire" (Robbie Krieger) - 7:05
2. "Peace Frog" - 2:57
3. "Wishful Sinful" (Robbie Krieger) - 2:55
4. "Take It as It Comes" - 2:14
5. "L.A. Woman" - 7:49
6. "I Can't See Your Face In My Mind" - 3:22
7. "Land Ho!" - 4:06
8. "Yes, The River Knows" (Robbie Krieger) - 2:34
9. "Shaman's Blues" - 4:47
10. "You're Lost Little Girl" (Robbie Krieger) - 2:59
11. "Love Me Two Times" (Robbie Krieger) - 3:15
12. "When The Music's Over" - 10:56
13. "The Unknown Soldier" - 3:21
14. "Wild Child" - 2:35
15. "Riders on the Storm" - 7:09